# Schouwen (Het Hogeland)
Schouwen is een gehucht in de gemeente Het Hogeland in het noorden van de Nederlandse provincie Groningen. Het ligt aan de weg van Roodehaan naar Schouwerzijl en bestaat uit een tweetal boerderijen op een wierde aan de noordoever van het Reitdiep in de ingedijkte Schouwsterpolder.
De ene boerderij dateert uit 1910 en heeft een fraai voorhuis en een omgrachte mooi aangelegde tuin (aangesloten bij stichting 'Het Tuinpad Op'). Aan overzijde van de oprit bevindt zich nog een huisje. De boerderij aan andere zijde van de weg lag tot begin 19e eeuw dichter bij de weg, maar werd na een brand verder van de weg af herbouwd in 1836. Schuin tegenover deze boerderij ligt nog een huisje, waarachter begin 20e eeuw nog twee later gesloopte huisjes lagen.
In 1371 was sprake van de sluis te Schuwen. Dit is een meervoudsvorm van 'schouw, vaartuig, voetveer', een soort aak). Schouwen betekent dus 'de plaats waar men zich liet schuiven, dat wil zeggen overzetten'. Op deze plek bevond zich waarschijnlijk een voorwerk van het Oldeklooster te Kloosterburen dat een rol heeft gespeeld bij het afdammen van de Hunze bij Schouwerzijl. Het voorwerk werd bij een vete 1285 overvallen; het bijbehorende steenhuis werd veranderd in een puinhoop. In de 17e eeuw stond de boerderij bekend als  Vledderbosch, een naam die duidt op 'venig grasland'.
Ten noorden van het gehucht ligt de Kromme Raken (ook Schouwerzijlsterriet of Schouwerzijldiep genoemd). Vanuit Schouwen liep vroeger een kerkpad naar Warfhuizen over de oostersingel van de afgebroken Gaykingaborg.

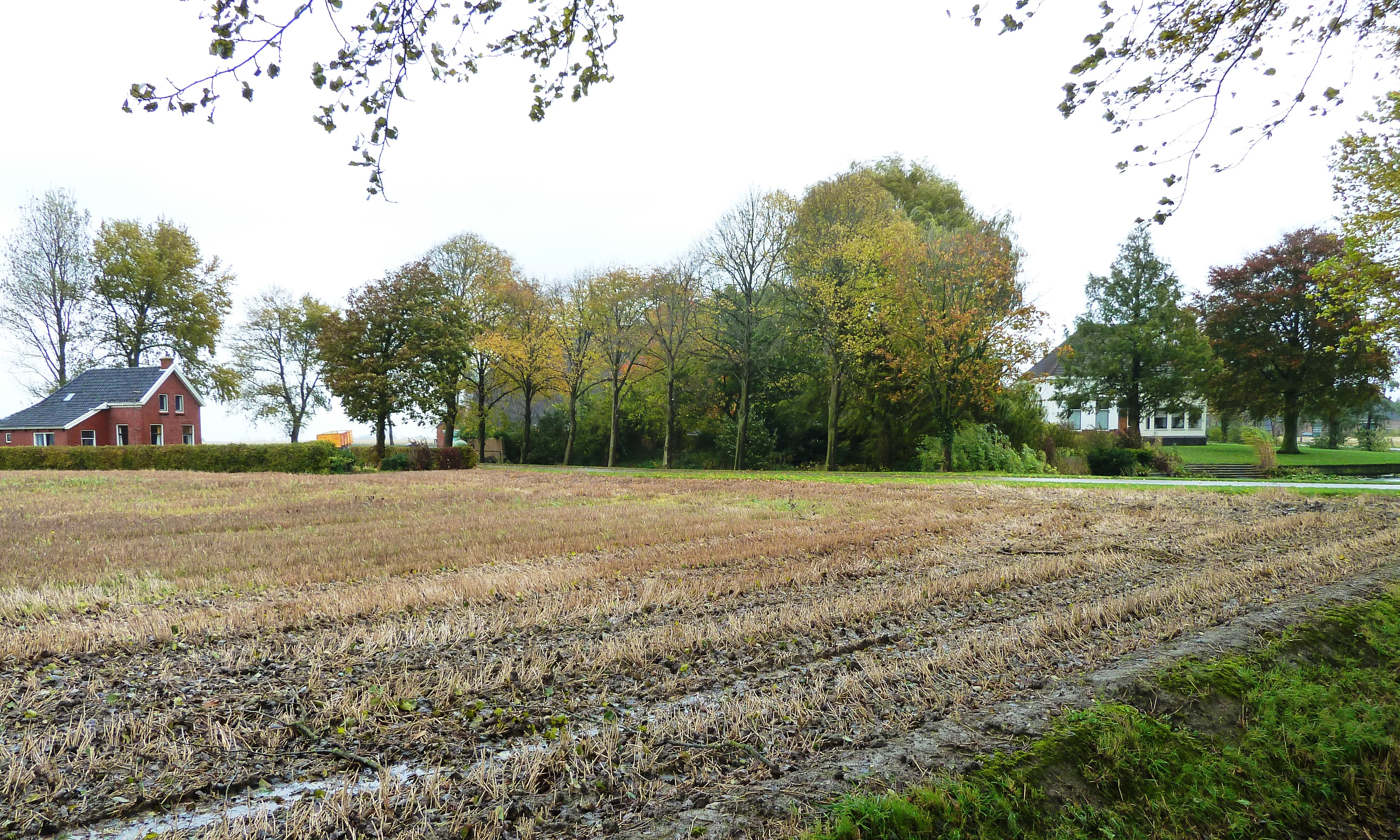
Boerderij (1910) en huisje bij Schouwen

Hoofdplaats: Uithuizen

Dorpen: Adorp · Den Andel · Baflo · Bedum · Eenrum · Eppenhuizen · Hornhuizen · Houwerzijl · Kantens · Kloosterburen · 't Lage van de Weg · Lauwersoog · Leens · Leenstertillen · Lutjewolde · Mensingeweer · Molenrij · Niekerk · Noordwolde · Oldenzijl · Onderdendam · Onderwierum · Oosteinde · Oosternieland · Pieterburen · Rasquert · Rodewolt · Roodeschool · Rottum · Saaxumhuizen · Sauwerd · Startenhuizen (deels) · Stitswerd · Tinallinge · Uithuizermeeden · Ulrum · Usquert · Vliedorp · Vierhuizen · Warffum · Warfhuizen · Wehe-den Hoorn · Westerdijkshorn · Westernieland · Wetsinge · Winsum · Zandeweer · Zoutkamp · Zuidwolde · Zuurdijk

Buurtschappen, gehuchten, wierden en buurten: 1e Nijhoezen · 2e Nijhoezen · 't Aagt · Abbeweer · Alinghuizen · Arwerd · Barnegaten · Bellingeweer · Bethlehem · Beusum · Bokum · Breede · Broek · Het Bultje · De Dingen · De Raken · De Vennen · Den Haver · Deikum · Doodstil · Douwen · Duisterwinkel · Eelswerd · Eemshaven · Elens · Ellerhuizen · Ernstheem · Ewer · Grijssloot · Groot Maarslag · Groot Wetsinge · De Haar · Hammeland · Den Hander · Harssens · Hefswal · Hekkum · Helwerd · Heuvelderij · Hiddingezijl · Holwinde · De Hoogte · De Horn · De Houw · 't Houweel · De Hucht · Kaakhorn · Katershorn · Kattenburg · Klei · Kleine Huisjes · Klein Garnwerd · Klein Maarslag · Klein Wetsinge · Kolham · Koningslaagte · Koningsoord · De Knijp · Kruisweg · Lutje Marne · Lutke Saaxum · Maarhuizen · (Marnehuizen) · Menkeweer · Menneweer · Midhalm · Midhuizen · Mollenhuizen · Nijenklooster · Noordpolder · Noordpolderzijl · Obergum · Oldenzijl · Oldorp · Oosterhorn · Oosterhuizen (Eenrum) · Oosterhuizen (Zuidwolde) · Oudedijk · Oudeschip · Paapstil · Panser · Plattenburg · Polen · Ranum · Reidland · Roodehaan · Schapehals · Schaphalsterzijl · Schilligeham · Schouwen · Schouwerzijl · Sint Annerhuisjes · 't Stort · De Streek · Takkebos · Ter Laan · Tijum · Valcum · Valom · Wadwerd · Walsweer · Westerhorn (De Marne) · Westerhorn (Hogeland) · Westerklooster · Westpolder · Wierhuizen · Wierum · 't Wildeveld · Willemsstreek · Zevenhuizen